# The Document Foundation
The Document Foundation es una organización de software de código abierto. Fue creada por antiguos miembros de la comunidad de la suite ofimática OpenOffice.org para manejar y desarrollar una bifurcación llamada LibreOffice.

la meta es producir una suite ofimática independiente del vendedor con soporte para ODF y sin ningún requisito de asignación de derechos de autor.
Esto está en contraste con OpenOffice.org, que requiere que los desarrolladores le asignen los derechos de autor a Oracle.

## Historia
The Document Foundation fue anunciada el 28 de septiembre de 2010. El anuncio recibió soporte de compañías incluyendo Novell, RedHat, Canonical y Google.
La fundación también hizo disponible una bifurcación con una nueva marca de OpenOffice.org, llamada LibreOffice,  basada en la versión 3.3 de Openoffice. Se esperaba que el nombre de LibreOffice sería provisional pues Oracle fue invitado a ser miembro de The Document Foundation, y se le solicitó donar la marca OpenOffice.org al proyecto. Después del anuncio, Oracle solicitó a miembros del consejo de la comunidad de OpenOffice.org que también eran miembros de The Document Foundation que se retirasen del consejo, alegando que esto representaba un conflicto de intereses.
A finales del octubre de 2010, 33 desarrolladores salieron de OpenOffice.org y se movieron a The Document Foundation para trabajar en LibreOffice. Los desarrolladores pensaban que Oracle no apoyaría a OpenOffice.org y que intentaría convertirlo en software propietario tal y como ocurrió con OpenSolaris versión abierta ('open-source') de Solaris en su momento apoyada por propia compañía Sun Microsystems, creadora de Solaris. A los desarrolladores implicados en LibreOffice, Oracle los invitó a dimitir, argumentando que trabajar en ambos proyectos representaba un conflicto de intereses.
El 16 de febrero de 2011, se anunció una campaña de recaudación de fondos para recaudar los € 50,000 necesarios para crear una fundación alemana. La cantidad requerida se recaudó en ocho días. La fundación legal fue aprobada oficialmente en febrero de 2012 en Berlín.
El 2 de abril de 2014, The Document Foundation anunció un segundo proyecto de alto nivel, el Proyecto de Liberación de Documentos. Se define a sí mismo como "un hogar para la creciente comunidad de desarrolladores unidos para liberar a los usuarios de la dependencia del proveedor de software".